# Titularbistum Apisa Maius
Apisa Maius (ital.: Apisa Maggiore) ist ein Titularbistum der römisch-katholischen Kirche.
Es geht zurück auf einen antiken Bischofssitz, der sich in der römischen Provinz Zeugitana bzw. Africa proconsularis im heutigen nördlichen Tunesien befand.
| Titularbischöfe von Apisa Maius |                                  |                                                |                 |                 |
| Nr.                             | Name                             | Amt                                            | von             | bis             |
| 1                               | Johannes Theodor Suhr OSB        | emeritierter Bischof von Kopenhagen (Dänemark) | 6. Oktober 1964 | 16. Juni 1976   |
| 2                               | Lorenzo Miccheli Filippetti OESA | Prälat in Chuquibambilla (Peru)                | 12. August 1976 | 17. Januar 1978 |
| 3                               | Julio Terrazas Sandoval CSsR     | Weihbischof in La Paz (Bolivien)               | 15. April 1978  | 9. Januar 1982  |
| 4                               | Josephus Tethool MSC             | Weihbischof in Amboina (Indonesien)            | 2. April 1982   | 18. Januar 2009 |
| 5                               | Charles Mahuza Yava SDS          | Apostolischer Vikar der Komoren (Komoren)      | 1. Mai 2010     |                 |